# AC Bellinzona
AC Bellinzona je švicarski nogometni klub iz Bellinzone. Klub je utemeljen 1904. pod imenom "Associazione Calcio Bellinzona", i to ime je dan danas nosi. Trenutno igra u Challenge ligi, drugom rangu švicarskog nogometa.

## Uspjesi
Prvak Švicarske
- Pobjednik: 1948.

Kup Švicarske
- Pobjednik:
- Finale: 1962., 1969., 2008.

## Bivši igrači
- Mika Aaltonen
- Amauri
- Igor Budan
- Mark Edusei
- Mauro Lustrinelli
- Matuzalem
- Cyrille Pouget
- Gerardo Seoane
- Kubilay Türkyilmaz

## Bivši treneri
- Vladimir Petković
- Milovan Beljin

## Vanjske poveznice
- Službena stranica AC Bellinzone na talijanskom jeziku  Arhivirana inačica izvorne stranice od 20. prosinca 2018. (Wayback Machine)